# Покровский (Феодосиевский) храм
Покровский (Феодосиевский) храм — православный храм в Туле. Входит в состав Восточного благочиния Тульской епархии Русской православной церкви.

## История
Инициатором строительства нового храма на окраине Тулы выступил епископ Тульский Питирим. Священнику Донской церкви Василию Сахарову было поручено найти место для его строительства. В начале 1898 года он доложил, что для церкви есть два места. Первое — на трёх усадебных участках Щегловской улицы (ныне улица Кирова), владельцы которых были готовы уступить их за плату. Второе — на углу улиц Протопоповской (ныне ул. Плеханова) и Полевой (ныне ул. Калинина), принадлежавший мещанину Ивану Никифоровичу Татаринову, который согласился передать землю под строительство храма безвозмездно. Поэтому был выбран второй вариант.
Татаринов пожертвовал участок площадью более 1600 кв. саженей при условии, чтобы храм был устроен во имя святителя Феодосия Углицкого, архиепископа и чудотворца Черниговского, и чтобы в этом храме совершался вечный помин рабы Божией Александры со служением панихиды в день её кончины 7 августа, а также помин раба Божия Иоанна при жизни о здравии, а по смерти об упокоении.
В феврале 1898 года был создан строительный комитет по сооружению храма, в который вошли благочинный церквей города Тулы протоиерей Панов, священники и староста Донской церкви и четверо прихожан. Храмоздателем временной деревянной церкви стал житель Чулковой слободы, тарусский купец 2-й гильдии Иван Владимирович Зуев, торговавший лесом. Он пожертвовал на строительство более 10 тысяч рублей. Стройка началась в августе 1898 года и 24 января 1899 года деревянный храм был освящен. Вначале его приписали к Донской церкви, а потом, в мае, открылся самостоятельный приход. Иван Никифорович Татаринов, ставший первым церковным старостой, подарил храму немало утвари, пожертвовал бутовый и цокольный камень, а также другие материалы для строительства каменного храма, на свои деньги построил дом для диакона. Проект каменного пятиглавого храма разработал архитектор Эварист Скавронский, строитель католического костёла в Туле. Главный алтарь предполагалось устроить во имя Феодосия Черниговского, два боковых — во имя апостола Иоанна Богослова и преподобного Серафима Саровского. Храм должен был вмещать до полутора тысяч человек.
Был объявлен сбор средств на строительство каменного здания церкви. К февралю 1903 года удалось собрать более 22 тысяч рублей. Многие жертвователи предпочли остаться анонимными. Наибольшие взносы внесли московский купец И. Т. Воронцов (сын тульского оружейника, впоследствии купца Т. П. Воронцова, основателя гармонной и самоварной фабрик) — 5 тысяч рублей, тульские купцы Д. Я. Ваныкин — 3 тысячи рублей, И. К. Платонов — тысячу рублей.
26 июня 1903 года была освящена закладка храма. Через год стены здания были выведены до карнизов, но вскоре начались финансовые проблемы. В целях экономии решили отказаться от предусмотренного проектом пятиглавия и возвести только один купол большего размера, дающий в храм больше света. Однако из-за отсутствия средств строительство было приостановлено на несколько лет. В 1909 году в стенах и фундаменте строящегося здания обнаружилось несколько трещин, образовавшихся из-за осадки несущих конструкций во время весеннего подтопления. На устранение недоделок и завершение строительства купольного свода ушло ещё два года. После начала Первой Мировой войны и новых финансовых проблем прихожане Феодосиевской церкви обратились в Святейший Синод с просьбой о выделении церковно-строительных кредитов, но в феврале 1915 года получили отказ. К августу 1917 года здание храма было достроено, но на внутренную отделку средст не хватило, поэтому богослужения продолжались в деревянном храме.
В 1930 году Феодосиевский храм был закрыт. Первоначально предполагалось передать здание чулковской школе № 9 для организации там производственных мастерских и проведения занятий по физкультуре, затем на храм претендовал «Водоканал» — ему требовались площади под общежитие, но в итоге здание использовалось под склады. Деревянный храм не сохранился.
В 1990 году храм был передан епархии. Его главный престол был освящен во имя Покрова Пресвятой Богородицы, правый придел — во имя Феодосия Черниговского, левый — во имя блаженного Иоанна Тульского (Котельникова). В 1991 году здание храма поставили на госохрану в качестве памятника истории и культуры регионального значения. В августе 1991 года барабан храма был увенчан куполом. В 1993 году здание сильно пострадало из-за пожара. Большая часть церковной утвари сгорело, чудом удалось спасти икону Иоанна Тульского и мантию святителя Феодосия. В 2000 году в храме открылась приходская школа. Позже появились библиотека, Православное Молодёжное Движение и Общество трезвости.

## Духовенство
- Настоятель храма — протоиерей Павел Савельев[2]